# 比亚德尼·贝内迪克松
比亚德尼·贝内迪克松（發音：[ˈpja(r)tnɪ ˈpɛːnɛtɪxtsˌsɔːn]；1908年4月30日—1970年7月10日），冰岛政治人物，独立党党员，两度担任冰岛总理（1961年，1963年－1970年）。他的父亲贝内迪克特·斯文松（Benedikt Sveinsson，1877年－1954年）是冰岛独立运动领袖，是1908年到1931年的冰岛议会（Althing）议员。

## 簡介
比亚德尼研读宪法法律，成为冰岛大学的教授时年仅24岁。1934年作为独立党成员当选雷克雅未克市议会议员。1940年至1947年任雷克雅未克市长。
1947年，他担任外交部长，此后历任内阁不同职务，直到1956年。任期内，冰岛在1949年成为北约创始成员国。1956年，左翼政党组成联合政府，比亚德尼退出政府，担任著名的保守派报纸《Morgunblaðið》的编辑。
1959年，独立党与社会民主党组成联合政府，比亚德尼出任司法部长。两年后，他当选独立党主席，并短暂组阁，1963年接替奥拉维尔·托尔斯，出任冰岛总理。
1970年7月10日由于辛格韦德利（Þingvellir）政府避暑别墅发生火灾，他和妻子以及他的孙子在大火中丧生。
他是现任独立党主席及冰岛总理比亚德尼·贝内迪克松的叔祖父，女婿维尔门迪尔·吉尔法松（Vilmundur Gylfason）是前冰岛政治家，历史学家和诗人。